# Fausta (esposa de Constante II)
Fausta foi uma imperatriz-consorte bizantina, esposa do imperador Constante II. Ela era filha do general armênio Valentino, supostamente um descendente dos arsácidas.

## História
Valentino aparece pela primeira vez no registro histórico como um adjunto de Filágrio, o sacelário ("tesoureiro") de Heráclio, que morreu em 11 de fevereiro de 641. Ele deixou o trono para dois de seus filhos, co-imperadores. O primeiro, Constantino III, era seu único filho com sua primeira esposa, Eudóxia. O segundo era Heraclonas, o primogênito de Heráclio com sua sobrinha e segunda esposa, Martina, que, sendo a imperatriz-mãe, detinha grande influência sobre a corte bizantina.
Constantino era o único dos dois co-imperadores a ter idade suficiente para governar sozinho. Ele tinha por volta de vinte e nove anos na época, mas já sofria de tuberculose. Acreditava-se que ele não sobreviveria por muito tempo e Heraclonas iria governar sozinho. Porém, Constantino assegurou a lealdade do exército bizantino. Seu pai havia encarregado o patriarca Pirro I de Constantinopla com a administração do tesouro imperial para Martina, mas Constantino confiscou esse dinheiro e utilizou-o para subornar o exército, aumentando salários e realizando doações que totalizaram mais duas milhões de moedas em ouro.
Valentino foi nomeado comandante das divisões orientais do exército na mesma época. A extensão de sua jurisdição é incerta por conta da guerra que estava em andamento contra o Califado Ortodoxo comandado por Omar. Ele foi nomeado por Constantino e permaneceria leal a ele até o fim.

## Casamento
Constantino III morreu entre abril e maio de 641 depois de reinar por apenas três ou quatro meses. Heraclonas se viu então como único imperador sênior e, não tendo idade suficiente, foi colocado sob a regência da mãe, Martina. Contudo, espalhou-se entre os aliados de Constantino no exército um rumor de que o imperador havia sido envenenado.
Valentino assumiu o comando das tropas na Anatólia e iniciou uma revolta aberta para apoiar Constante II, o filho mais velho ainda vivo de Constantino III. O garoto tinha apenas onze anos, mas foi proclamado herdeiro legítimo do pai pelos rebeldes. Valentino liderou uma marcha até Calcedônia e acampou de frente para Constantinopla, do outro lado do Bósforo.
A revolta das forças anatólicas foi logo seguida por outra na capital. Ambas tinham como mesmo objetivo colocar Constante no trono e Martina, sem opções, teve que concordar. Constante foi proclamado co-imperador e o patriarca Pirro, aliado da imperatriz, foi forçado a abdicar. Ele foi substituído por Paulo II, que era uma opção viável para os rebeldes. Valentino recebeu o título de conde dos excubitores, "comandante dos excubitores", e, assim, passou a ser o mais poderoso nobre na corte bizantina.
Todas as concessões foram em vão. Em setembro de 641, Valentino invadiu a cidade. Heraclonas e Martina foram depostos e mutilados: o nariz de Heraclonas e a língua de Martina foram arrancados e ambos foram exilados para Rodes. Constante era agora o único imperador e, logo depois, ele se casou com Fausta, a filha do poderoso Valentino.
O casamento ocorreu em 642 e, de acordo com a crônica de João de Niciu, Valentino tentou se tornar coimperador. Seu argumento era que seria necessário um imperador adulto para lidar com a ameaça do Califado. O povo da cidade se rebelou em defesa de Constante e o general teve que se contentar com o comando geral do exército. Sua segunda tentativa de ascender ao trono, em 644, também foi impedida por uma revolta popular. Teófanes, o Confessor, relata que esta segunda tentativa custou-lhe a vida.

## Imperatriz
O primeiro filho conhecido de Fausta e Constante foi Constantino, que nasceu por volta de 652, dez anos depois do casamento. Ele foi proclamado co-imperador em 654. Dois outros filhos mais novos também são conhecidos, Heráclio e Tibério, ambos proclamados co-imperadores em 659.
Dois anos depois, Constante II deixou a capital e se mudou para Siracusa, onde ele permaneceu até o final de seu reinado. Constantino IV, Heráclio e Tibério ficaram na capital. Não se sabe ao certo onde ficou Fausta.
Em 15 de setembro de 668, Constante II foi assassinado em sua banheira por um camareiro. Fausta provavelmente ainda estava viva para ver Constantino suceder ao pai no trono tendo os irmãos como co-imperadores. Porém, Constantino depôs os dois em 681 e mandou mutilá-los também. Não se sabe se Fausta estava viva na época.
Sobre as Cerimônias, obra de Constantino VII, menciona o túmulo de Fausta na Igreja dos Santos Apóstolos, mas não cita a data de sua morte.